# Аджиге
Айсиньгьоро Аджиге (кит.: 愛新覺羅 阿濟格, 28 серпня 1605 — 28 листопада 1651) — талановитий маньчжурський полководець, князь Ін (1644-1651), дванадцятий син Нурхаці, що заклав династію Цін.

## Життєпис
Брав участь у військових кампаніях свого батька Нурхаці та старшого брата Абахая.
В 1643 після смерті свого старшого брата, маньчжурського імператора Абахая, на князівській раді бейле Додо і Аджиге запропонували своєму братові Доргоню зайняти вакантний імператорський престол, але останній відмовився на користь свого племінника Фуліня. Через його дитинство державою стали керувати два князі-регента - двоюрідні брати Доргонь і Цзіргалан. Незабаром Доргонь повністю усунув від керування свого суперника Цзіргалана і став правити єдиновладно. Аджиге став тимчасовим помічником і соратником регента Доргоня.
В 1644 бейле Аджиге отримав від свого племінника, цинського імператора Фуліня, титул князь Ін. Починаючи з 1644, Аджиге брав активну участь у маньчжурському завоюванні Китаю.
В 1650 після смерті свого молодшого брата, принца-регента Доргоня, Аджиге організував змову, щоб захопити посаду регента, але був розкритий і поміщений під арешт.
У листопаді 1651 під тиском імператора Фуліня Аджиге змушений покінчити життя самогубством.
Від чотирьох дружин мав дванадцять синів та п'ять дочок.